# Лопухин, Сергей Петрович
Сергей Петрович Лопухин (около 1744—до 1798) — офицер Российского императорского флота, участник Семилетней войны, Кольбергской экспедиции, Русско-турецкой войны (1768—1774), Первой Архипелагской экспедиции, Патрасского сражения. Георгиевский кавалер, капитан 2 ранга.

## Биография
Сергей Петрович Лопухин родился около 1744 года. Представитель дворянского рода Лопухиных Новгородской губернии, племянник директора Московской адмиралтейской конторы вице-адмирала Н. Г. Лопухина (1695—?).
3 августа 1758 года поступил кадетом в Морской шляхетный кадетский корпус. 30 апреля 1759 года произведён в гардемарины. С 1759 года ежегодно проходил корабельную практику в Балтийском море, находился в морских кампаниях на различных судах Балтийского флота. Участник Семилетней войны 1756—1763 годов, Кольбергской экспедиции. 29 февраля 1760 года произведён в сержанты. 5 апреля 1761 года, после окончания Морского кадетского корпуса, произведён в мичманы.

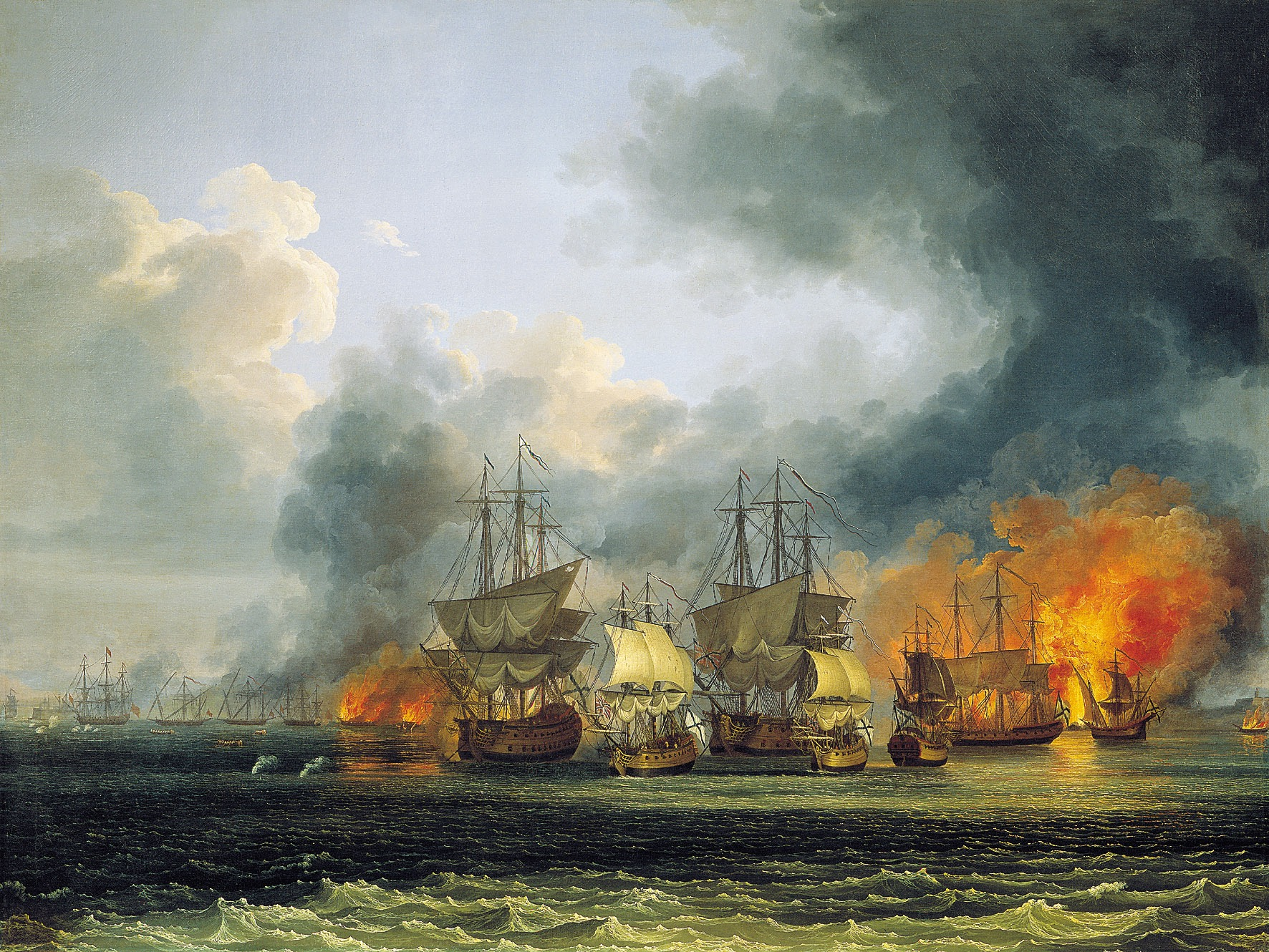
«Чесма» (корабль на переднем плане слева) на картине Я. Ф. Хаккерта «Сражение у города Патрас в 1772 году»

В 1763 году находился в кампании, плавал в Северном море от Кронштадта до Ландсорта. В 1764—1765 годах был в кампании, ходил в Средиземном море до Ливорно. 21 апреля 1766 года был произведён в лейтенанты галерного флота. В 1767 году командовал «госпитальной» галерой «Ржев Владимиров» во время путешествия императрицы Екатерины II по реке Волге от Твери до Симбирска, откуда, командуя галерой «Симбирск», прибыл в Ярославль. В 1768 году перешёл на барках из Ярославля в Санкт-Петербург.
В 1769 году плавал с флотом от Кронштадта до Копенгагена. В 1770 году назначен командиром дубель-шлюпкой «Надежда», плавал в галерной эскадре от Санкт-Петербурга до Фридрихсгама. В 1771 году по тому же маршруту плавал в составе галерного отряда, командуя галерой «Не пощади».
Принимал участие в Русско-турецкой войне 1768—1774 годов и Первой Архипелагской экспедиции. 30 апреля 1772 года был произведён в капитан-лейтенанты, на линейном корабле «Чесма», в составе эскадры контр-адмирала В. Я. Чичагова, перешёл из Кронштадта в Средиземное море. 26—29 октября 1772 года участвовал на этом корабле в Патрасском сражении с турками, 28 октября был тяжело ранен, лишился ноги.
В 1773 году был отправлен из Архипелага в Ливорно, откуда берегом прибыл в Санкт-Петербург. 12 ноября того же года уволен от службы с чином капитана 2-го ранга и с пенсионом по 300 рублей в год.
26 ноября 1773 года «за совершение 18 кампаний в офицерских чинах» награждён орденом Святого Георгия 4 класса (№ 221)
Умер Лопухин Сергей Петрович до 1798 года.